# Хасанагич, Мустафа
Мустафа Муджа Хасанагич (серб. Мустафа Муја Хасанагић; 20 апреля 1941, Прибой — 12 ноября 2023, Белград) — югославский футболист и тренер, известен по выступлениям за «Партизан», с которым выиграл три чемпионата страны.

## Биография

### Игровая карьера
Хасанагич начинал карьеру в ФК «ФАП», в котором отыграл три сезона.
Затем он перешёл в «Партизан», за который играл восемь сезонов, выиграв с командой три чемпионата Югославии, а также дошёл до финала Кубка европейских чемпионов 1966 года, где «Партизан» проиграл мадридскому «Реалу» со счётом 2:1.
В 1969 году переехал в Швейцарию, где по одному сезону играл за «Серветт» и «Ла-Шо-де-Фон», который стал его последним клубом в карьере.

### Тренерская карьера
С 1974 по 1976 год был главным тренером «Анкарагюджю».

### Смерть
Скончался 12 ноября 2023 года в возрасте 82 лет.

## Достижения

### Командные
«Партизан»
- Чемпион Югославии (3): 1961/62, 1962/63, 1964/65

### Личные
- Лучший бомбардир чемпионата Югославии (1): 1967